# V-Dem研究所
V-Dem研究所（英語: V-Dem Institute）は、2014年にStaffan I.Lindbergスタファン・I・リンドバーグ教授によって設立された独立研究所である。プロジェクトの本部は、スウェーデンのヨーテボリ大学政治学部に置かれている。

## V-Dem民主主義インデックス
| 0.900–1.000 0.800–0.899 0.700–0.799 0.600–0.699 | 0.500–0.599 0.400–0.499 0.300–0.399 0.200–0.299 | 0.100–0.199 0.000–0.099 データなし |

V-Dem民主主義インデックスの2024年の地図
0.900–1.000
0.800–0.899
0.700–0.799
0.600–0.699
0.500–0.599
0.400–0.499
0.300–0.399
0.200–0.299
0.100–0.199
0.000–0.099
データなし

V-Demとは、民主主義の多様性（英語: Varies of Democracy）を意味し、世界中の民主主義を概念化して測定するための新しいアプローチである。V-Demプロジェクトは、民主主義を5つのハイレベルな原則（選挙、自由、参加、熟議、平等）で区別し、これらの原則を測定するためのデータを収集している。
データセットは、毎年更新・拡張・リリースされる。直近のデータに基づいて、V-Demは世界の民主主義の状況を説明する『Democracy Report』を毎年発行していレポートを発行している。Democracy Report・データセット・科学論文・ワーキングペーパーは、インタラクティブなグラフィックツールも備えた研究所のウェブサイトから無料でダウンロードできる。
V-Dem研究所の民主主義の尺度は、民主主義指標（他にデータセット「Polity」やフリーダム・ハウスの「Freedom in the World」）の中でも最も精巧で詳細なものである。2020年までに、V-Demインデックスには、「1789年から2019年までの期間の202の政体をカバーする470以上の指標、82の中間レベルの指標、5つの高レベルの指標」がある。各指標は、少なくとも5カ国の専門家によって独自にコード化されている。V-Demは、方法論的ツールを使用して、エキスパート評価の評価の信頼性と信頼区間を処理している。政治学者のダニエル・ヘゲドゥシュは、V-Demを「学術研究のための定量的民主主義データの最も重要なプロバイダー」と評している。